# Metasequoia glyptostroboides
La Metasequoia glyptostroboides, detta anche abete d'acqua, è una specie di conifera, unico rappresentante vivente del genere Metasequoia, appartenente alla famiglia delle Cupressaceae. Allo stato naturale, la sua sussistenza è limitata a una ristretta porzione della Cina.

## Morfologia
Il portamento è piramidale e l'altezza può raggiungere i 40 metri.
La scorza è bruno-rossastra.
Le foglie sono piatte e lunghe 2-3 centimetri. È una delle poche conifere che in autunno perdono le foglie.

## Sistematica
Attualmente questa sequoia è l'unica specie vivente del genere Metasequoia, sebbene siano conosciute almeno tre specie fossili appartenenti allo stesso genere (M. foxii, M. milleri, M. occidentalis).
In base alle analisi del DNA, il genere Metasequoia è considerato molto affine alle sequoie americane (Sequoia sempervirens e Sequoiadendron giganteum).
Generalmente, sia nelle classificazioni tradizionali che in quella APG, questi generi vengono inclusi nella famiglia delle Cupressacee, ma alcuni autori vorrebbero separarli; questi autori di solito li uniscono al genere Taxodium e pochi altri generi nella famiglia delle Taxodiacee.

## Storia
Sino al 1945 questa sequoia era nota agli studiosi soltanto per i resti fossili rinvenuti, ed era perciò considerata estinta dal pliocene, cioè da almeno 2 milioni di anni.
Alla metà degli anni '40, un gruppo di botanici si avventurò in aree remote delle province cinesi del Sichuan e dello Hubei, dove vennero ritrovati circa 100 grossi esemplari di Metasequoia, sfuggiti all'attenzione dei botanici occidentali del XIX secolo.

## Uso
Metasequoia glyptostroboides è considerata una pianta ornamentale.
Grazie agli sforzi dell'Arnold Arboreum, i semi della Metasequoia furono raccolti e distribuiti ai botanici nordamericani ed europei, giungendo anche in Italia, dove i primi esemplari vennero fatti germinare nel Giardino Botanico Borromeo, nell'Isola Madre del Lago Maggiore e a Borghetto di Valeggio sul Mincio in provincia di Verona che sorge nella valle del fiume Mincio, ai piedi del ponte visconteo.
Recentemente è stato scoperto che la pianta può essere anche riprodotta tramite talea.
Poiché l'albero è di recente introduzione ed esistono pochi esemplari adulti, non si conoscono ancora le potenziali proprietà del legno.

## Galleria d'immagini

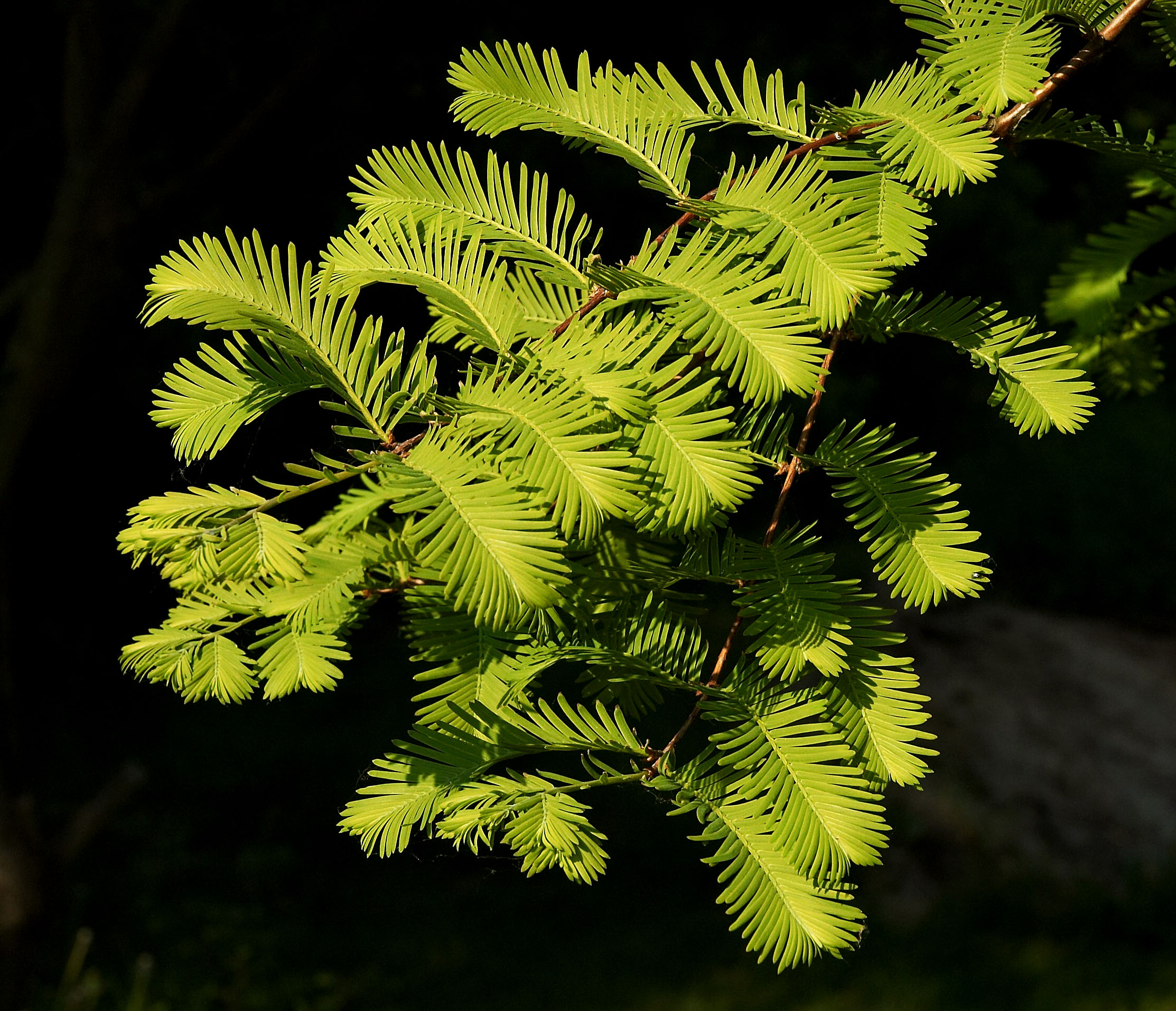
Fogliame primaverile di Metasequoia glyptostroboides
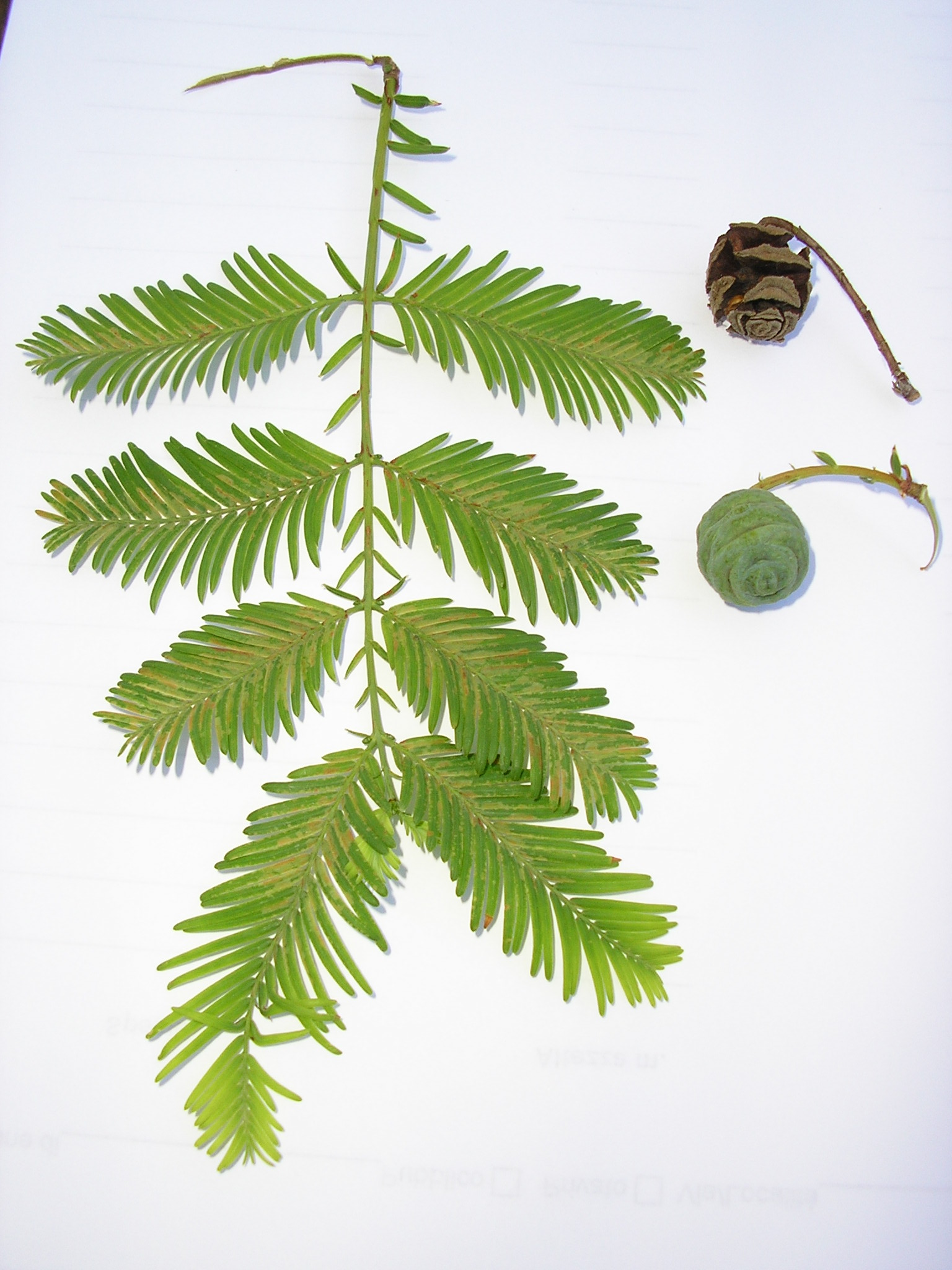
Foglie e stobili